# Бильбоке

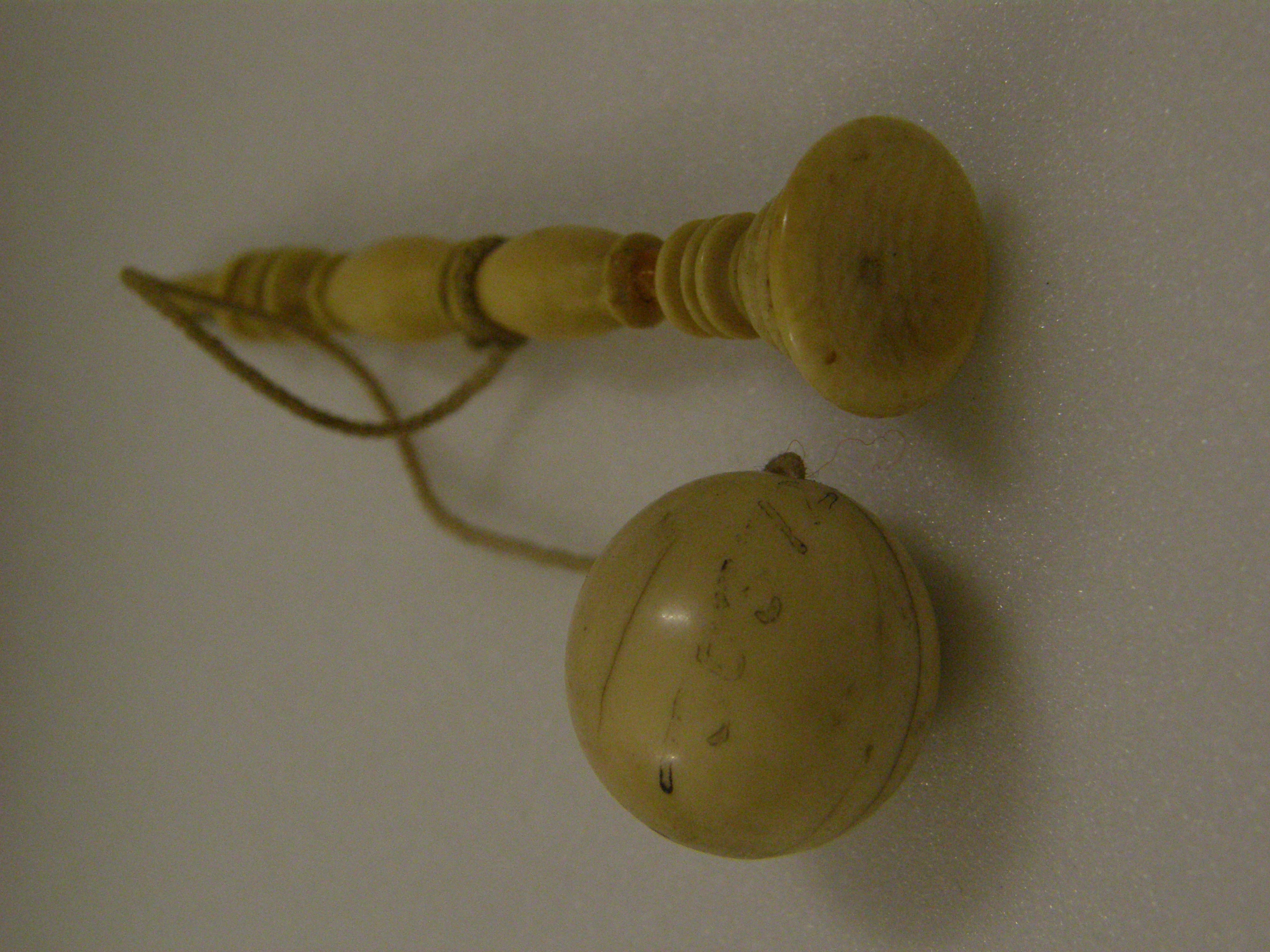

Бильбоке́ (фр. bilboquet — игра с шаром) — игрушка в виде чашечки на палочке, к которой за шнур прикреплён шарик. В процессе игры шарик подбрасывается и ловится в чашечку. Побеждает тот, кто сможет поймать шарик наибольшее количество раз подряд.

## История
Игра бильбоке имела в XIX веке широкое распространение: её разновидности встречались во всех странах Европы, Северной и Южной Америке, Японии. Правилами игры часто предусмотрены сложности для игрока, предполагающие значительное мастерство в обращении с этим снарядом.

## Японская кэндама

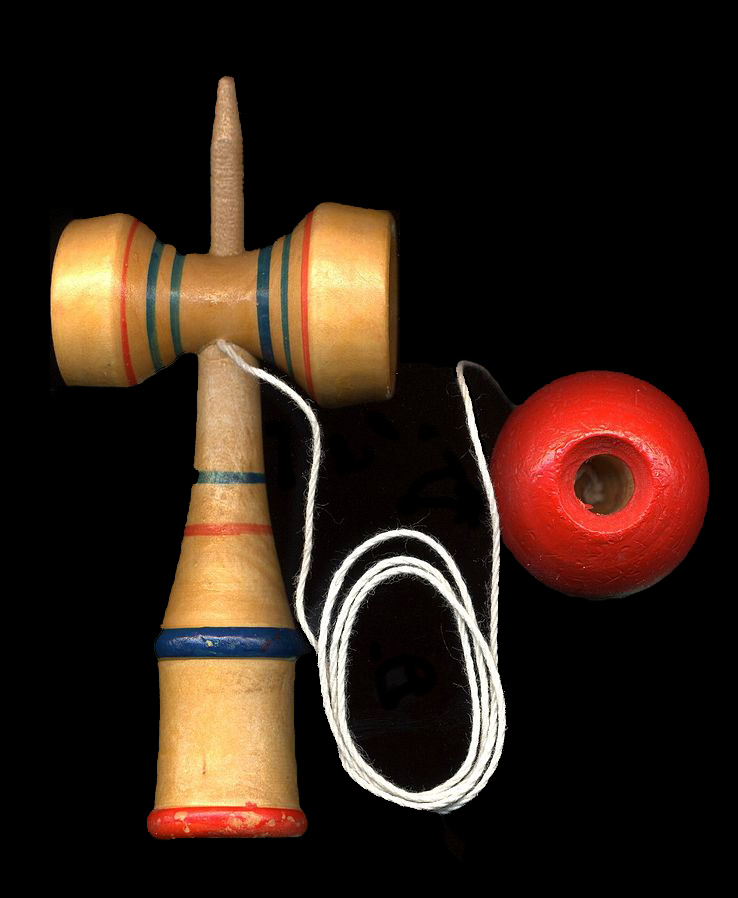
Японская кэндама

В японской разновидности игры кэндама существует множество ступеней мастерства, детальная терминология, разрядная сетка (от 10 до 1 кю и от 1 до 6 дана), множество комбинаций. Например, в комбинации «вокруг света» (яп. 世界一周 сэкай-иссю:) нужно поймать шар четырьмя способами: сначала в малую чашу, затем в большую чашу, затем в торцевую чашу и, наконец, на шпиль.

## В литературе
Бильбоке упоминается в романе Льва Толстого «Война и мир» (накануне Бородинского сражения Наполеону привезли портрет его сына, играющего в бильбоке). В книге Анатолия Виноградова «Три цвета времени» (также в связи с портретом сына Наполеона), в книге Валентина Катаева «Разбитая жизнь, или Волшебный рог Оберона» (где есть глава «Бибабо и бильбоке»). В романе Саши Соколова «Палисандрия».
В романе А. Ф. Писемского «Масоны»:
Феодосий Гаврилыч внимательно вскидывал свой шарик и старался поймать его, — у него глаза даже были налиты кровью. Янгуржеев же совершал игру почти шутя, и, только как бы желая поскорее кончить партию, он подбросил шарик сильно по прямой линии вверх и затем, без всякого труда поймав его на палочку, проговорил:
— Стоп!.. Партия кончена!
— Стоп и я! — сказал на это Феодосий Гаврилыч.
Янгуржеев вопросительно взглянул на него.
— Но это шло на контру? — заметил он.
— Знаю! — отвечал твердым голосом Феодосий Гаврилыч. — Сколько же я проиграл?

— Тысячу рублей! — отвечал Калмык, сосчитав марки на столе.

В «Исповеди» Жана-Жака Руссо, в романе Мопассана «Милый друг» (в бильбоке играют журналисты газеты «Французская жизнь»), в пьесе «Жаворонок» Жана Ануя (в него играет французский король Карл), в романах Александра Дюма-отца «Графиня де Монсоро» и «Сорок пять», в романе Жюля Верна «Таинственный остров» (когда происходило извержение вулкана, главные герои шутливо восклицали: «Великан играет в бильбоке»).
Также бильбоке упоминается в стихотворении Эдварда Лира «Комар Долгоног и Муха» (в переводе Маршака) и в пьесе Жана Жене «Служанки».